# Município de Morgan (condado de Ashtabula, Ohio)
O município de Morgan (em inglês: Morgan Township), é um município localizado no condado de Ashtabula no estado estadounidense de Ohio. No ano de 2010 tinha uma população de 2.170 habitantes e uma densidade populacional de 34,61 pessoas por km².

## Geografia
O município de Morgan encontra-se localizado nas coordenadas 41° 40′ 42″ N, 80° 51′ 33″ O. Segundo a Departamento do Censo dos Estados Unidos, o município tem uma superfície total de 62.71 km², da qual 61,88 km² correspondem a terra firme e (1,32 %) 0,83 km² é água.

## Demografia
Segundo o censo de 2010,  tinha 2.170 habitantes residindo no município de Morgan. A densidade populacional era de 34,61 hab./km². Dos 2.170 habitantes, o município de Morgan estava composto pelo 97,19 % brancos, o 1,8 % eram afroamericanos, o 0,23 % eram amerindios, o 0,18 % eram asiáticos e o 0,6 % eram de uma mistura de raças. Do total da população o 0,51 % eram hispanos ou latinos de qualquer raça.